# Karel Mráček
Karel Mráček (* 1. listopadu 1951) byl český politik, po sametové revoluci československý poslanec Sněmovny národů Federálního shromáždění za formaci Sdružení pro republiku - Republikánská strana Československa (republikáni).

## Biografie
Ve volbách roku 1992 byl za SPR-RSČ zvolen do české části Sněmovny národů (volební obvod Severočeský kraj). V průběhu výkonu poslaneckého mandátu se ale rozešel se svou stranou a od podzimu 1992 zasedal ve FS jako nezařazený poslanec. Ve Federálním shromáždění setrval do zániku Československa v prosinci 1992. Karel Mráček na rozdíl od oficiální politiky SPR-RSČ podpořil ústavní zákon o rozdělení ČSFR. Mráček sdělil médiím že mu před hlasováním významný představitel SPR-RSČ Josef Krejsa sliboval osobní vůz Škoda Favorit za to, že změní svůj názor. Důvodem k odchodu ze strany byly podle jeho pozdějšího vyjádření také poměry ve vedení SPR-RSČ, kde měla vliv přítelkyně Miroslava Sládka Laura Rajsiglová, formálně pouze pracovnice sekretariátu strany v Brně.